# Pseudostomum klostermanni
Pseudostomum klostermanni is een platworm (Platyhelminthes). De worm is tweeslachtig. De soort leeft in het zoute water.
Het geslacht Pseudostomum, waarin de platworm wordt geplaatst, wordt tot de familie Pseudostomidae gerekend. De wetenschappelijke naam van de soort werd voor het eerst geldig gepubliceerd in 1874 door Graff.